# Cathay Pacific
Cathay Pacific (čínský 國泰航空) je vlajková letecká společnost Hongkongu. Sídlí na mezinárodním letišti Hongkong, kde má také svou leteckou základnu. Je zakládajícím členem letecké aliance Oneworld. Cathay Pacific vlastní regionální společnost Dragonair, provozuje také společnost Cathay Pacific Cargo pro náklad. Byla založena Australanem Sydney H. de Kantzow a Američanem Royem C. Farrell v roce 1946 pod názvem Roy Farrell Export-Import Co., Ltd. Současný název letecké společnosti je odvozen od slova Cathay, tak nazývali Čínu Evropané ve středověku, Pacific jako Tichý oceán.
Společnost Skytrax ocenila Cathay Pacific celkem čtyřikrát oceněním aerolinie roku. V roce 2016 byla označena tato společnost spolu s 8 dalšími jako pětihvězdičková aerolinie společností Skytrax.

## Flotila

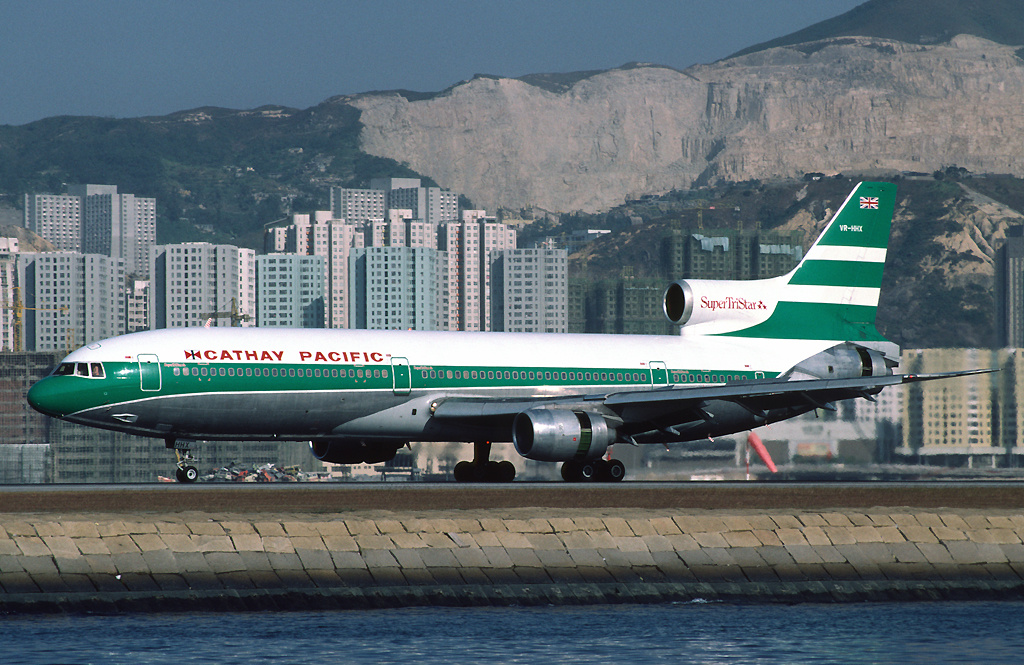
V minulosti Cathay Pacific provozoval také letouny L-1011 TriStar, fotografie byla pořízena v roce 1983 na Hongongském dnes zaniklém letišti Kai Tak

### Současná

#### Osobní

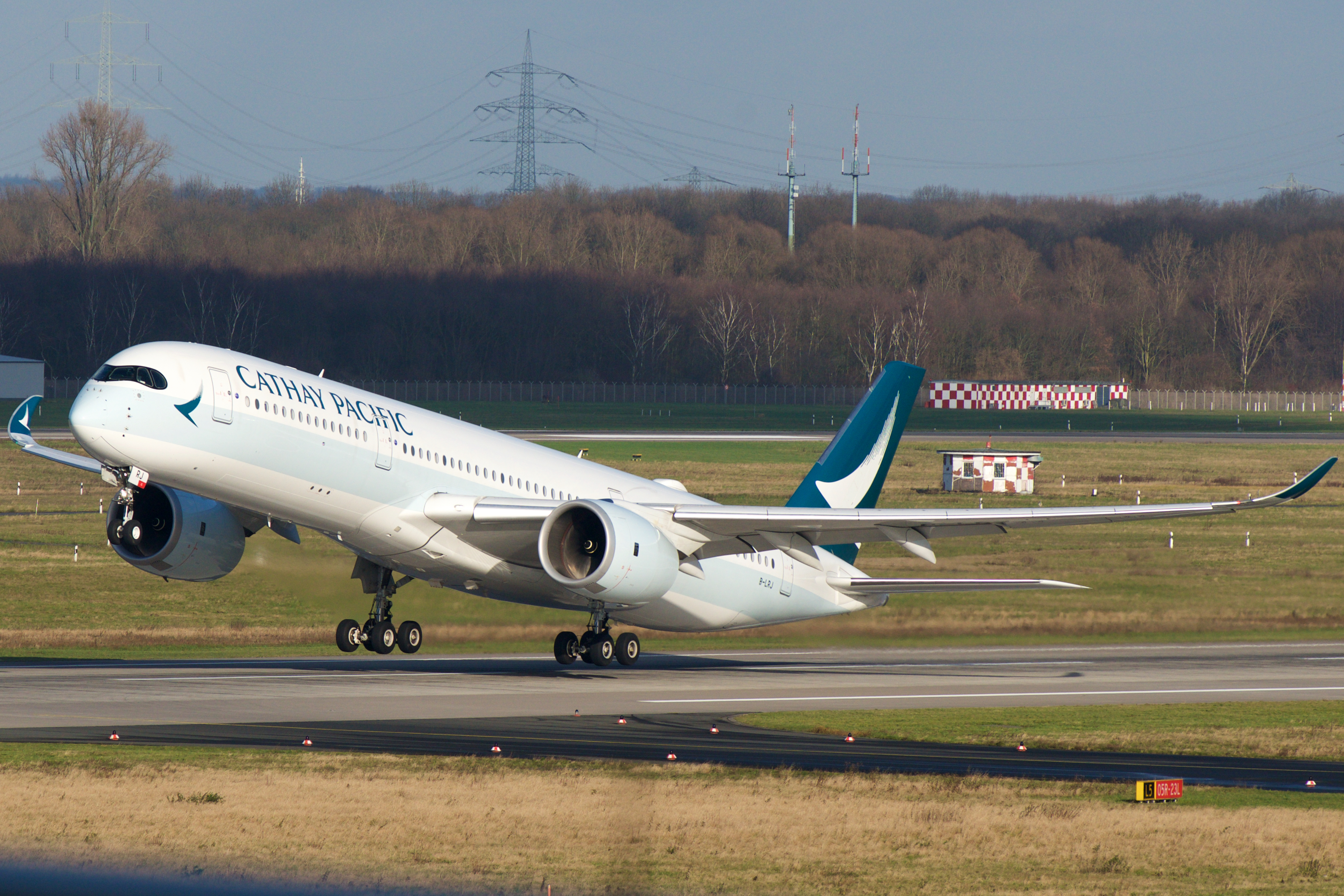
Airbus A350-900 společnosti Cathay Pacific

V říjnu roku 2016 společnost Cathay Pacific (bez Dragonair) vlastnila a měla objednaná následující letadla, provozuje pouze širokotrupé typy:
| Letadlo          | Počet | Objednané | Poznámky |
| ---------------- | ----- | --------- | -------- |
| Airbus A330-300  | 41    | —         |          |
| Airbus A340-300  | 3     | —         |          |
| Airbus A350-900  | 11    | 11        |          |
| Airbus A350-1000 | —     | 26        |          |
| Boeing 777-200   | 5     | —         |          |
| Boeing 777-300   | 12    | —         |          |
| Boeing 777-300ER | 53    | —         |          |
| Boeing 777-9     | —     | 21        |          |
| Celkem           | 120   | 68        |          |

#### Nákladní
Společnost pro přepravu leteckého nákladu Cathay Pacific Cargo v srpnu 2016 provozovala následujících 21 letounů:
| Letadlo         | Počet | Objednané |
| --------------- | ----- | --------- |
| Boeing 747-400F | 7     | —         |
| Boeing 747-8    | 14    | —         |
| Celkem          | 21    | —         |

## Odkazy

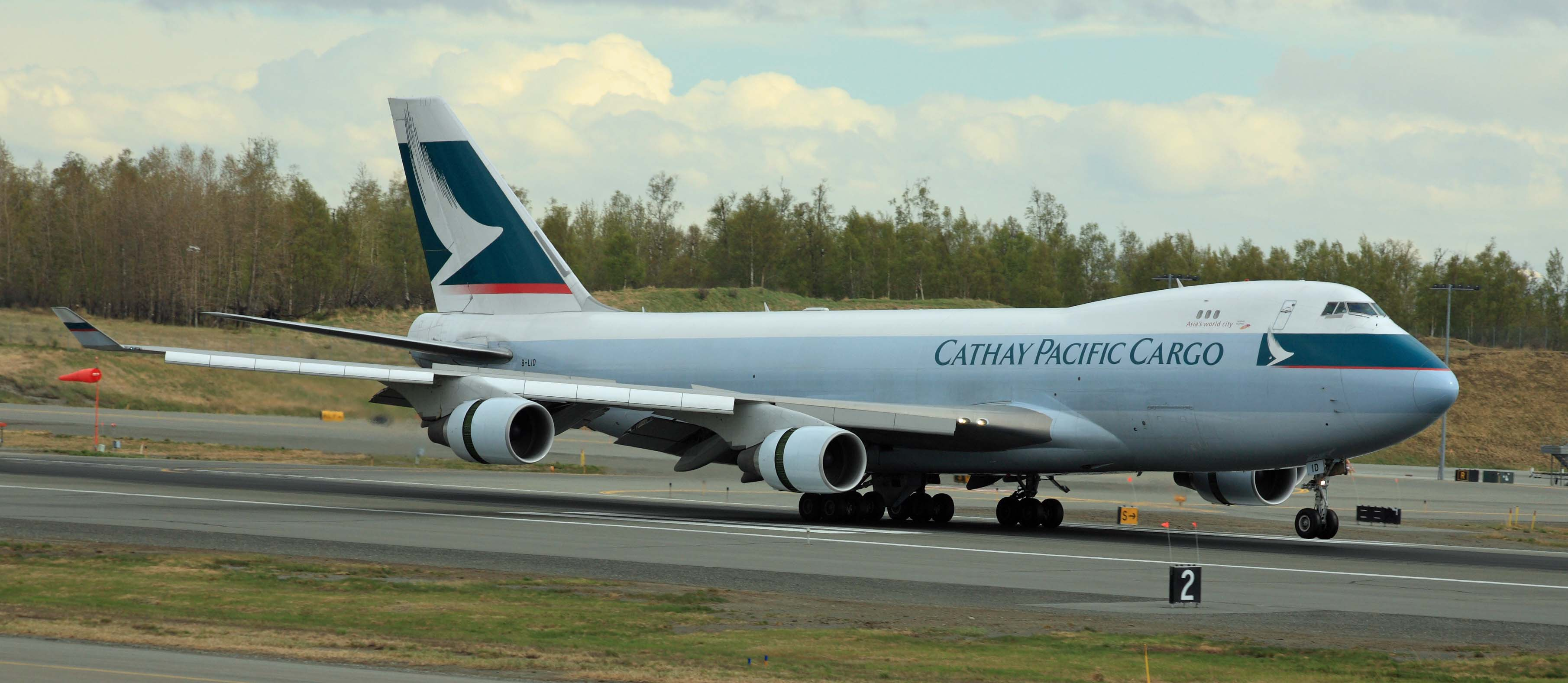
Nákladní Boeing 747-400F Cathay Pacific Cargo